# Autostrade in Slovenia
Il sistema autostradale sloveno è gestito dalla Družba za avtoceste v Republiki Sloveniji (DARS), creata nel 1993.

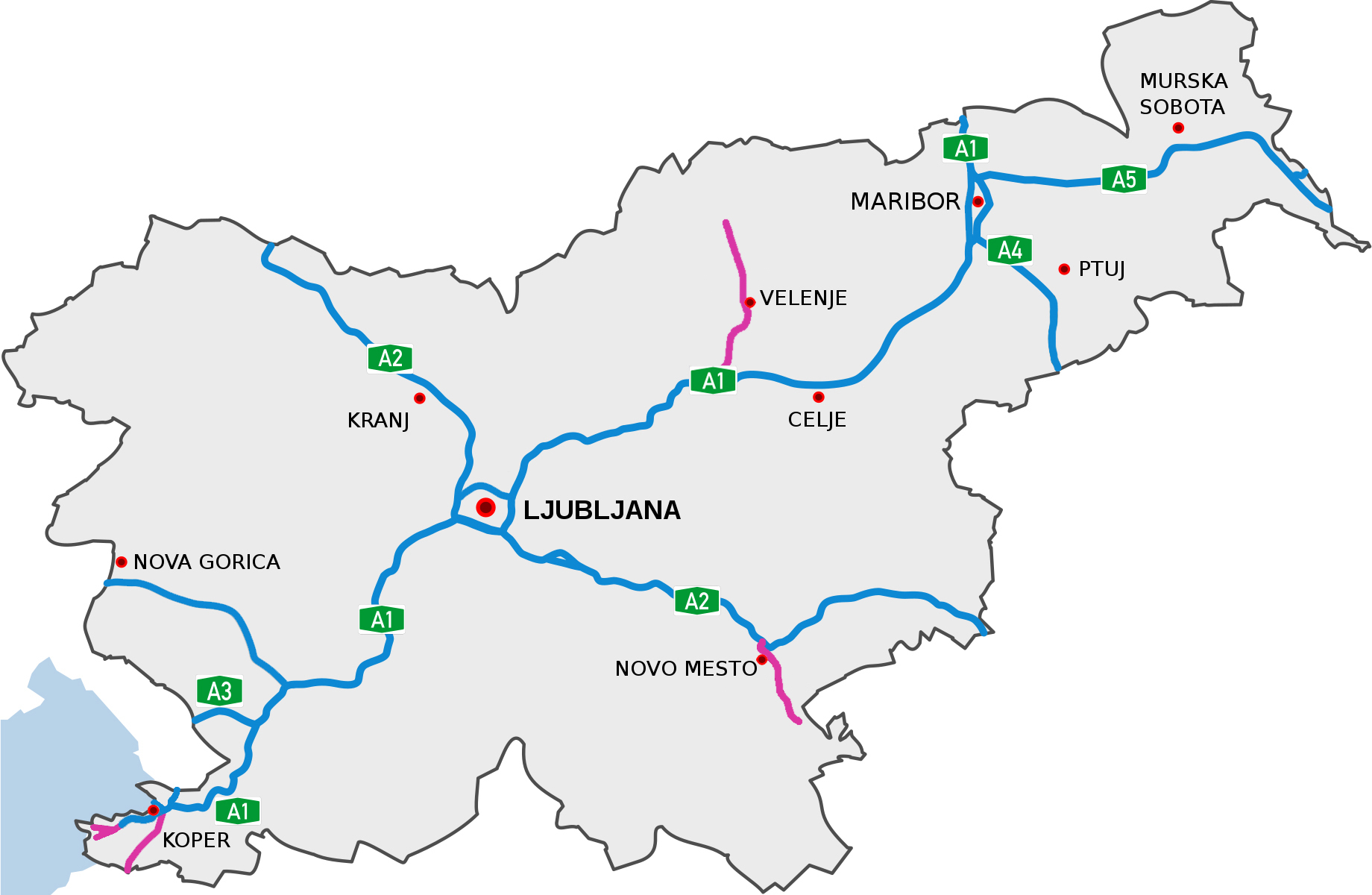
Rete autostradale in Slovenia

Già prima dell'indipendenza la Slovenia possedeva un tratto autostradale tra Postumia e Vrhnika inaugurato il 29 dicembre 1972, oggi parte della A1. Dall'indipendenza il Paese ha ampliato il sistema autostradale al fine di sfruttare a pieno la sua posizione di cerniera fra l'Europa occidentale e quella dell'Est.
Attualmente sono cinque i tratti autostradali disponibili nel Paese. Il sistema si irradia dalla capitale, Lubiana, verso le principali direttrici con l'estero. L'asse autostradale da est a ovest è parte del corridoio paneuropeo V (Trieste, Capodistria, Postumia, Lubiana, Budapest), mentre la direttrice nord - sud fa parte del corridoio paneuropeo X.
Il limite massimo di velocità è di 130 km/h.

## Sistema di pagamento
Per le autovetture, dal 1º luglio 2008 è entrato in vigore sulla rete autostradale un nuovo sistema di pagamento basato sul pagamento preventivo di un importo definito, sul modello delle "vignette" già utilizzato in Svizzera, Repubblica Ceca, Ungheria, Slovacchia e Austria, con validità annuale, mensile o settimanale. Tale bollino è necessario anche per percorrere superstrade finora gratuite. Dal 1º febbraio 2022 in tutto il sistema autostradale è entrata in vigore la vignetta elettronica (e-vignetta). In pratica se, si acquista la Vignetta in un luogo fisico, bisogna dichiarare paese di registrazione del veicolo e targa.

## Autostrade
| A1 Primorska in Štajerska avtocesta | confine di Stato con l'Austria presso Šentilj - svincolo con H5 presso Capodistria (Koper)                                            |
| A2 Gorenjska in Dolenjska avtocesta | confine di Stato con l'Austria presso il Traforo delle Caravanche (Predor Karavanke) - confine di Stato con la Croazia presso Obrežje |
| A3 Sežanska avtocesta               | svincolo con A1 presso Gabrk - confine di Stato con l'Italia presso Fernetti (Fernetiči)                                              |
| A4 Podravska avtocesta              | svincolo con A1 presso Slivnica - confine di Stato con la Croazia presso Gruškovje                                                    |
| A5 Pomurska avtocesta               | svincolo con A1 presso Dragučova - confine di Stato con l'Ungheria presso Pince                                                       |

### In progetto
| A6 | Postumia (Postojna) - San Pietro del Carso (Pivka) - Villa del Nevoso (Ilirska Bistrica) - Elsane (Jelšane) - confine di Stato con la Croazia presso Ruppa |

## Superstrade
Accanto al sistema autostradale è stato sviluppato un sistema di superstrade (Hitra cesta - H), con obbligo di bollino/vignetta e con limite massimo di velocità, salvo dove diversamente indicato, pari a 110 km/h.
| H3 Severna obvoznica Ljubljane | svincolo con A1 presso Zadobrova - svincolo con A2 presso Koseze (tangenziale nord di Lubiana)                        |
| H4 Vipavska hitra cesta        | svincolo con A1 presso Prevallo (Razdrto) - confine di Stato con l'Italia presso Sant'Andrea/Vertoiba (Vrtojba)       |
| H5 Obalna cesta                | confine di Stato con l'Italia presso Rabuiese - Albaro Vescovà (Škofije) - svincolo con H6 presso Capodistria (Koper) |
| H6                             | svincolo con H5 presso Capodistria (Koper) - Isola d'Istria (Izola)                                                   |
| H7 Dolgovaška hitra cesta      | svincolo con A5 presso Lendava - confine di Stato con l'Ungheria presso Körmend                                       |

### In progetto
| H6          | Isola d'Istria (Izola) - Santa Lucia (Lucija)                                                                   |
| H8          | Šentrupert - Velenje - Slovenj Gradec - Dravograd - Ravne na Koroškem - Holmec - confine di Stato con l'Austria |
| H9          | Novo mesto (Mačkovec) - Poganci - Gradnik - Metlika - confine di Stato con la Croazia                           |
| Hitra cesta | Gradnik - Semič - Črnomelj - Vinica - confine di Stato con la Croazia                                           |
| Hitra cesta | Divaccia (Divača) - Villa del Nevoso (Ilirska Bistrica)                                                         |
| Hitra cesta | Slovenska Bistrica (A1) - Pragersko - Draženci (A4) - Ptuj - Ormož                                              |

## Segnaletica stradale
Lungo le autostrade lo sfondo della segnaletica stradale è verde, mentre lungo le superstrade è blu. All'inizio delle autostrade e delle superstrade sono presenti rispettivamente i seguenti segnali:

Il simbolo delle autostrade
Il simbolo delle superstrade